# Onthophagus nasutus
Onthophagus nasutus là một loài bọ cánh cứng trong họ Bọ hung (Scarabaeidae).